# Bert Bolin
Bert Rickard Johannes Bolin, född 15 maj 1925 i Nyköping, död 30 december 2007 i Österåker, var en svensk professor i meteorologi och klimatforskare.
Han var medgrundare av FN:s klimatpanel IPCC, och ordförande för flera internationella organisationer inom miljöforskning.

## Biografi
Bolin blev filosofie kandidat vid Uppsala universitet 1946 och filosofie licentiat vid Stockholms högskola 1950, där han från 1949 till 1955 var verksam som lärare i meteorologi parallellt med forskarstudierna. Han tog sin filosofie doktorsgrad vid Stockholms högskola 1956. Från 1956 till 1961 var han docent vid Stockholms högskola, och tog i praktiken hand om institutionen efter professors Carl-Gustaf Rossbys bortgång 1957. Han var professor i meteorologi vid Stockholms universitet mellan 1961 och 1990. Han var biträdande chef för Internationella meteorologiska institutet i Stockholm (som var nära kopplat till meteorologiska institutionen) från 1955, och dess chef 1961–1965 och åter från 1967.
Bolin var sannolikt den första metereologen i Sverige som använde digitala datorer för väderprognoser. År 1951 reste Bolin till USA och blev bekant med hur man där använde datorn ENIAC för väderprognoser, och skrev själv program för beräkningar på ENIAC. Vid återkomsten till Sverige utvecklade han liknande program för den svenska datorn BESK vilka han sedan demonstrerade för John von Neumann vid den formella invigningen av BESK den 1 april 1954. von Neumann ska ha sagt att detta var "a fabulous achievement".
I början av 1960-talet var han vetenskaplig ledare för det första svenska raketprojektet som gick ut på att undersöka så kallade nattlysande moln. Raketuppskjutningarna skedde från Kronogård i Norrland. 
Bolin var en av grundarna av FN:s klimatpanel IPCC och var dess första ordförande, mellan 1988 och 1998. Han har också varit vetenskaplig direktör på den europeiska rymdorganisationen ESA.
Bolin invaldes 1962 som ledamot av Kungliga Vetenskapsakademien och blev 1970 ledamot av Ingenjörsvetenskapsakademien. Han tilldelades Rossbypriset 1993. Han tilldelades även det amerikanska meteorologisamfundets finaste utmärkelse Carl-Gustaf Rossby-medaljen 1984. Bolin installerades 1990 som hedersledamot vid Södermanlands-Nerikes nation.

### Familj
Bolin var svärson till Kerstin Frykstrand. Vandringsleden Bolinleden på norra Öland, där han hade sitt fritidshus, är uppkallad efter honom. Bert Bolin är begravd på Österåkers kyrkogård.